# 伊尼亚基·卡尼亚尔
伊尼亚基·卡尼亚尔（西班牙語：Iñaki Cañal，1997年9月30日—），西班牙男子田径运动员，2022年世界室内田径锦标赛男子4×400米接力银牌得主、2022年伊比利亚美洲田径锦标赛男子4×400米接力银牌得主。